# اعلي الراس (حبيل جبر)

تعديل مصدري - تعديل

اعلي الراس هي إحدى قرى عزلة حبيل جبر بمديرية حبيل جبر التابعة لمحافظة لحج، بلغ تعداد سكانها 77 نسمة حسب تعداد اليمن لعام 2004.